# Macropsis persimilis
Macropsis persimilis är en insektsart som beskrevs av Dubovsky 1966. Macropsis persimilis ingår i släktet Macropsis och familjen dvärgstritar. Inga underarter finns listade i Catalogue of Life.